# Epistenia polita
Epistenia polita är en stekelart som först beskrevs av Thomas Say 1829.  Epistenia polita ingår i släktet Epistenia och familjen puppglanssteklar. Inga underarter finns listade i Catalogue of Life.